# Acritus homoeopathicus
Acritus homoeopathicus är en skalbaggsart som beskrevs av Thomas Vernon Wollaston 1857. Acritus homoeopathicus ingår i släktet Acritus och familjen stumpbaggar. Arten är reproducerande i Sverige. Inga underarter finns listade i Catalogue of Life.